# Begonia hydrocotylifolia
Begonia hydrocotylifolia là một loài thực vật có hoa trong họ Thu hải đường. Loài này được Otto ex Hook. mô tả khoa học đầu tiên năm 1842.